# The Ferryman
The Ferryman è un film del 2007 diretto da Chris Graham.
È un film horror neozelandese e britannico con John Rhys-Davies, Kerry Fox e Sally Stockwell.

## Produzione
Il film, diretto da Chris Graham su una sceneggiatura di Nick Ward con il soggetto di Matthew Metcalfe e dello stesso Ward, fu prodotto da Richard Fletcher, Alan Harris e Matthew Metcalfe per la Atlantic Film Productions, la General Film Corporation, la Lipsync Productions e la New Zealand Film Commission e girato a Auckland, Birkenhead, Great Barrier Island e Waiheke Island, in Nuova Zelanda.

## Distribuzione
Il film fu distribuito in Nuova Zelanda dal luglio del 2007 al cinema dalla Magna Pacific con il titolo The Ferryman.
Alcune delle uscite internazionali sono state:
- in Australia nel 2007
- in Germania l'8 febbraio 2007 (European Film Market)
- in Belgio l'11 aprile 2007 (Brussels International Festival of Fantasy Films)
- nel Regno Unito il 4 maggio 2007 (London Sci-Fi Film Festival)
- negli Stati Uniti il 1º giugno 2007 (Seattle International Film Festival)
- in Canada il 16 luglio 2007 (Fantasia Film Festival)
- in Germania il 28 luglio 2007 (The Ferryman - Jeder muss zahlen, Fantasy Filmfest)
- in Malaysia il 25 ottobre 2007
- in Singapore il 25 ottobre 2007
- in Italia il 31 ottobre 2007 (Ravenna Nightmare Film Fest)
- in Spagna il 14 novembre 2007 (Málaga International Week of Fantastic Cinema)
- nel Regno Unito il 17 marzo 2008 (in DVD)

## Promozione
La tagline è: "Everybody pays. Everyone must pay.".